# Chung Jung-Yeon
Chung Jung-Yeon (en coreano: 천정연; 4 de julio de 1987) es una deportista surcoreana que compitió en judo.
Ganó una medalla en el Campeonato Mundial de Judo de 2009, y tres medallas en el Campeonato Asiático de Judo entre los años 2008 y 2012. En los Juegos Asiáticos de 2010 consiguió una medalla de bronce.

## Palmarés internacional
| Campeonato Mundial  | Campeonato Mundial      | Campeonato Mundial | Campeonato Mundial |
| Año                 | Lugar                   | Medalla            | Categoría          |
| ------------------- | ----------------------- | ------------------ | ------------------ |
| 2009                | Róterdam (Países Bajos) | Medalla de bronce  | –48 kg             |
| Juegos Asiáticos    |                         |                    |                    |
| Año                 | Lugar                   | Medalla            | Categoría          |
| 2010                | Cantón (China)          | Medalla de bronce  | –48 kg             |
| Campeonato Asiático |                         |                    |                    |
| Año                 | Lugar                   | Medalla            | Categoría          |
| 2008                | Jeju (Corea del Sur)    | Medalla de bronce  | –48 kg             |
| 2009                | Taipéi (Taiwán)         | Medalla de oro     | –48 kg             |
| 2012                | Taskent (Uzbekistán)    | Medalla de bronce  | –48 kg             |